# Salts de gran altura al Campionat del Món de natació de 2017
Els Salts de gran altura del Campionat del Món de natació de 2017 se celebraran entre el 28 i el 30 de juliol de 2017 a Budapest, Hongria.

## Horari
Es realitzaran dos esdeveniments.
Tots els temps són locals (UTC+2).
| Data           | Hora  | Esdeveniment       |
| -------------- | ----- | ------------------ |
| 28 juliol 2017 | 12:30 | Femení: Ronda 1    |
| 28 juliol 2017 | 14:00 | Masculí: Ronda 1–2 |
| 29 juliol 2017 | 12:15 | Femení: Ronda 2–4  |
| 30 juliol 2017 | 12:00 | Masculí: Ronda 3–4 |

## Resum de medalles

### Taula de medalles
| Pos.  | País            | Or | Plata | Bronze | Total |
| 1     | Austràlia       | 1  | 0     | 0      | 1     |
| 1     | Estats Units    | 1  | 0     | 0      | 1     |
| 3     | República Txeca | 0  | 1     | 0      | 1     |
| 3     | Mèxic           | 0  | 1     | 0      | 1     |
| 5     | Belarús         | 0  | 0     | 1      | 1     |
| 5     | Itàlia          | 0  | 0     | 1      | 1     |
| Total | Total           | 2  | 2     | 2      | 6     |

### Esdeveniments de medalles
| Event           | Or                           | Or     | Plata                             | Plata  | Bronze                      | Bronze |
| Masculí detalls | Steve LoBue · Estats Units   | 397.15 | Michal Navrátil · República Txeca | 390.90 | Alessandro De Rose · Itàlia | 379.65 |
| Femení detalls  | Rhiannan Iffland · Austràlia | 320.70 | Adriana Jiménez · Mèxic           | 308.90 | Yana Nestsiarava · Belarús  | 303.95 |